# Wapen van Vledder

Wapen van Vledder

Het wapen van Vledder bestaat uit een ontwerp van G.A. Bontekoe van de voormalige gemeente Vledder. De beschrijving luidt: 
"In goud drie over elkaar gelegde ringen van sabel, waarvan de meest rechtsche het eerst aangebracht is, daarna de meest linksche en ten slotte de onderste, in een azuren schildhoek een klaverblad van goud, de steel gehecht aan een schuinslinks geplaatst stokje, alles van hetzelfde. Het schild gedekt met eene gouden kroon van drie bladeren en twee paarlen."

## Geschiedenis
Professor van Giffen legde tussen Vledder en Doldersum een eeuwenoud grafveld bloot van het zogenaamde kringgreppeltype. De met grijze grond gevulde overlappende kringen tekenden haarscherp af in het zand. De drie overlappende ringen op het wapen symboliseren deze graven. De schildhoek is een klein vrijkwartier. Het klaverblad is een deel van het wapen van Reinoud van Burmania, drost van Drenthe. Hij was bewoner van de havezate Moersbergen, die op het grondgebied van de gemeente lag. 
Tijdens de aanvraagprocedure vroeg de gemeente een tweetal ontwerpen aan:
"Gedeeld: I in goud een halve adelaar van sabel, in de klauw houdend een klaverblad van sinople aan een tronkje van hetzelfde; II weer doorsneden: het bovenste in keel een anker van goud en over alles heen een traliewerk van hetzelfde van tweemaal drie stukken, de nagels van sabel; het onderste in goud drie over elkaar gelegde ringen 2 en 1, waarvan de meest rechtse het eerst is aangebracht, daarna de meest linkse en ten slotte de onderste. Het schild gedekt met een gouden kroon van drie bladeren en twee paarlen."
Het bevatte een gedeeld wapen met op de eerste helft een halve zwarte adelaar. De adelaar hield in zijn klauw een klaverblad vast. De tweede helft werd ook weer doorsneden, waarvan het bovenste deel een gouden anker op een rood veld met over alles een zwart traliewerk van tweemaal drie stukken. Dit was ter herinnering aan een historisch geschil tussen het Landschap Drenthe en de magistraat van Steenwijk over een sluis in de Vledder Aa. De onderste helft ten slotte bevatte de drie overlappende ringen, geplaatst in 2 en 1. Naast deze aanvraag diende de gemeente ook een eenvoudig ontwerp in. Met wederom het anker, maar nu de ringen in een schildhoofd geplaatst. Beide ontwerpen waren gedekt met een kroon van drie bladeren en twee parels. 
De Hoge Raad van Adel verwierp beide ontwerpen en had zonder overleg het wapen aangepast tot het uiteindelijke verleende wapen. Het wapen werd bij Koninklijk Besluit op 23 juli 1940 aan de gemeente verleend.
In 1998 werd de gemeente opgeheven en toegevoegd aan de nieuwe gemeente Westerveld. Er werden geen elementen overgenomen in het wapen van Westerveld.
Anloo
· Beilen
· Borger
· Dalen
· Diever
· Dwingeloo
· Eelde
· Gasselte
· Gieten
· Havelte
· Nijeveen
· Norg
· Odoorn
· Oosterhesselen
· Peize
· Roden
· Rolde
· Ruinen
· Ruinerwold
· Schoonebeek
· Sleen
· Smilde
· Vledder
· Vries
· Westerbork
· De Wijk
· Zuidlaren
· Zuidwolde
· Zweeloo

Dorpswapens:
Hollandscheveld
· Wapse
· Zorgvlied